# 傾齒龍屬
傾齒龍屬（意為「前傾的頜部牙齒」）又名前口齒龍，是種海生爬行動物，為滄龍科的一個屬。在眼睛四周擁有保護骨骼的環，顯示牠們生活在深海。化石在北美、歐洲與中東多個地區皆有發現，另外在安哥拉與紐西蘭也有可能的化石記錄。體型巨大，頭顱骨可超過1.4公尺長。傾齒龍的牙齒類似某些三疊紀的楯齒龍類，因此牠們可能有類似的生活方式，以貝類為食。以色列曾經發現過一個非常大的傾齒龍標本，但目前認為是獨立的屬。

## 特徵
傾齒龍是一種生活在8300萬年前到7100萬年前的海生爬行動物，屬於滄龍科下目的滄龍亞科。它們生活在深海，分布範圍很廣，化石在歐洲、紐西蘭、荷蘭、美國、非洲均有發現。模式種沙維氏傾齒龍身長約5米，其他種如飽和傾齒龍和巨型傾齒龍能達到14米或更長，比肩霍夫曼滄龍和船首海王龍。
滄龍亞科家族成員的外形看起來就像是生活在水中的蛇，修長、流線型的身體，讓它們輕鬆地成為了游泳健將。相較於其他滄龍亞科成員，傾齒龍的身體略顯臃腫。其身體壯碩，胸部、腰部都圓鼓鼓的，看上去很寬闊粗壯，比起蛇更像是鯨魚。雖然沒那麼苗條，但它在水中的行進速度並不慢，這得益於它四個寬大而扁平的鰭狀肢，以及有力量的大尾巴。
傾齒龍長有一個巨大的橢圓頭骨，這點和滄龍亞科里的其他成員有所不同，大部分滄龍的頭部是細長型的。傾齒龍這個大腦袋顯然不是為了讓自己游得更快，而是為了對付獵物。傾齒龍有著寬大而厚重的下頜骨，再配合同樣強壯的頭骨，可以讓其擁有很強的咬合力，足以粉碎如大型菊石或是海龜等大型帶殼動物，這對獵物來說是致命的。
傾齒龍長有粗壯而鋒利的圓錐形牙齒，牙齒總數超過了50顆，都傾斜著向前伸出，因此被命名為傾齒龍。這種牙齒很適於咬碎堅硬的骨頭和貝類。傾齒龍屬中有很多體型巨大的成員，如飽和傾齒龍和巨型傾齒龍，推測其體長能達到14米或更長，比肩霍夫曼滄龍和船首海王龍。研究人員曾經在一隻將近3米長的古海龜化石上發現了傾齒龍的咬痕，也就是說這些體型巨大的動物同樣是傾齒龍的獵物。

## 大眾文化
在NHK的紀錄片《恐龙超世界》第二集中出現的巨大滄龍類即為傾齒龍，片中的傾齒龍被描述為白堊紀末期的頂級掠食者。該集的主角為一隻食欲旺盛的懷孕雌性傾齒龍，在海中獵食劍射魚、菊石，或是跳出水面捕食翼龍，甚至如虎鯨一樣跳上淺灘獵食因捕食阿拉摩龍而靠近海邊的暴龍，以及因被暴龍追捕而靠近沿岸的鴨嘴龍類。節目最後該隻傾齒龍順利產下後代，並和其他的雌性傾齒龍趕走企圖捕捉後代的劍射魚。本片也介紹了滄龍超科是如何從崖蜥演化成如傾齒龍般的龐然大物。但並沒有證據可證明傾齒龍會攻擊在海岸邊的阿拉摩龍和暴龍、有跳躍的能力去捕食翼龍。
傾齒龍也在《雷克斯海3D：史前世界》中出現，同樣被描述為白堊紀末期的頂級掠食者。